# Gincrey
Gincrey település Franciaországban, Meuse megyében. Lakosainak száma 61 fő (2022. január 1.). Gincrey Foameix-Ornel, Gremilly, Loison, Maucourt-sur-Orne, Mogeville, Morgemoulin és Senon községekkel határos.

## Népesség
A település népességének változása:
| Lakosok száma | 80   | 73   | 70   | 65   | 63   | 63   | 64   | 65   | 64   | 61   |
|               | 1968 | 1982 | 1990 | 2006 | 2013 | 2015 | 2017 | 2019 | 2020 | 2022 |